# أدب رحلات الحج

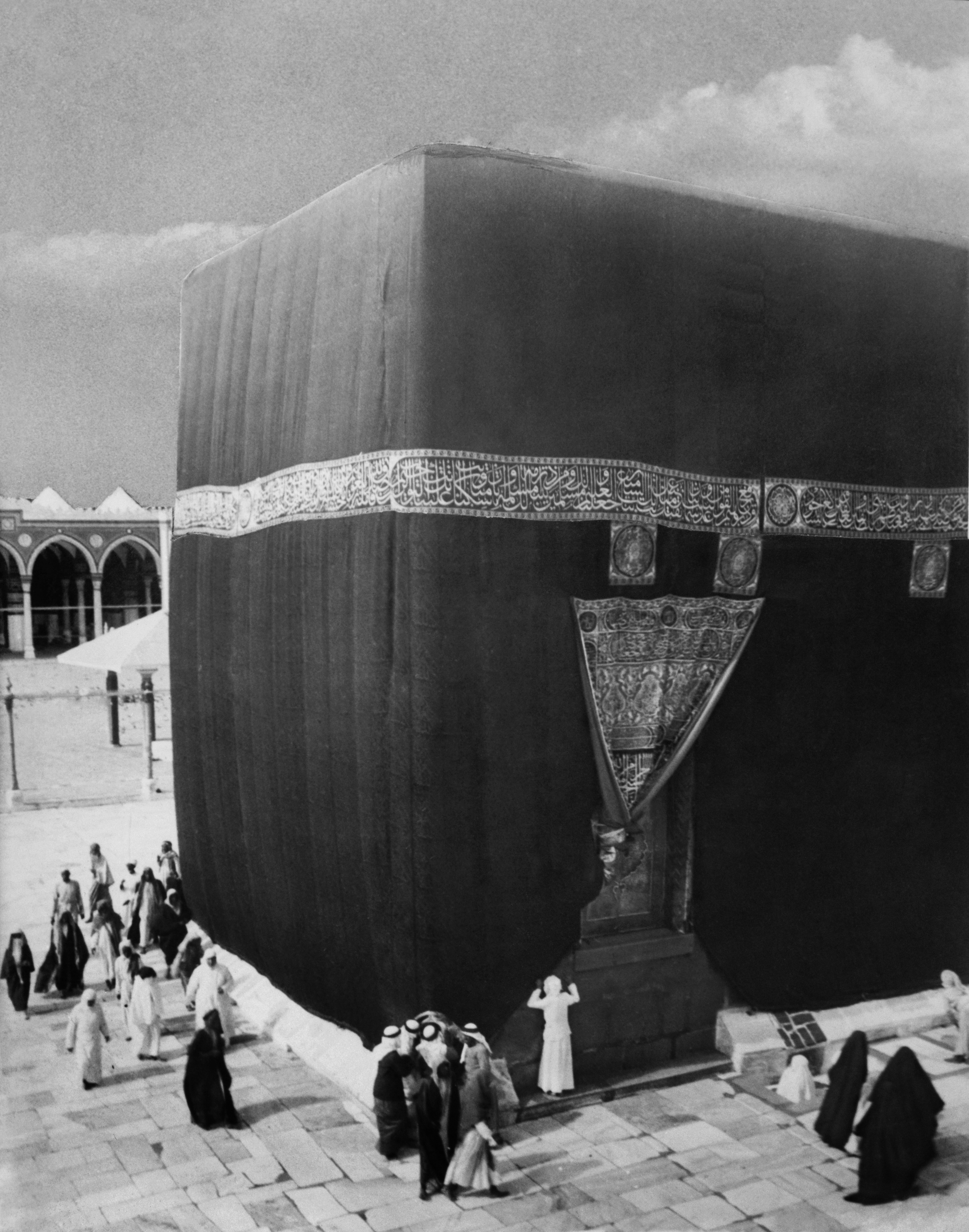
صورة للكعبة حوالي عام 1910.

أدب رحلات الحج هو مجموع ما كتبه ودونه بأي لغة ورسمه وصوّره الحجاج من كل بقاع العالم إلى الأماكن المقدسة في مكة المكرمة والمدينة المنورة من مشاهدات قبل وأثناء وصولهم للأماكن المقدسة بهدف أداء الركن الخامس من أركان الإسلام وبعد مغادرتهم لها، وما سجلوه من مشاعر روحانية أو نظرات شخصية واقعية للمجتمع الإنساني في تلك الأماكن من ناس وعادات، وآثار، وأماكن، ومعلومات، وطعام وشرب، وأزياء، وأخلاق، ومناخ، ونقود، وأسواق، ومظاهر اجتماعية، ومعالم مادية وغيرها، فضلاً عن وصف المشاعر المقدسة، وأطوالها، وألوانها، وموجوداتها ما يعد تأريخاَ لها عبر العصور التاريخية.

## أهميته
يعد من أدب الرحلات الذي يعرف بأنه «ذلك الأدب الذي يصور فيه الكاتب ما جرى له من أحداث وما صادفه من أمور أثناء رحلة قام بها لأحد البلدان».
التاريخ البشري يحفظ لنا أسماء رحالين أعلام ورواد برعوا في هذا الجنس الأدبي أثناء رحلاتهم داخل بلادهم أو خارجها، بدأه الجغرافيون والمستكشفون. وأدب رحلات الحج إذا نجا من المبالغة والأهواء والدوافع الإيديولوجية والخيال المفرط.
يعد وثيقة تاريخية ثرية ومهمة تمنح الباحثين المتتبعين لتاريخ المدينتين الإسلاميتين المقدستين مساراً غنياً بالمعلومات المكتوبة والمصورة والمرسومة لسبر الماضي بسماته المادية واللامرئية وتطوراتها خصوصاً أن رحلات الحج جرت في فترات تاريخية متعددة ووافقت أحداثاً جساماً منذ بناء الأماكن المقدسة.
تعد مصنفات رحلات الحج توثيقاً لطرق المواصلات البرية والبحرية بين الجزيرة العربية وقارات العالم، وأنحائه شرقا وغربا وجنوبا وشمالاً من خلال ما يصفه الرّحالون عن الطرق التي مروا بها حتى وصلوا جزيرة العرب، مثلما كتبه أول رحّال صيني مسلم يدعى (روح الدين ما فا جو) الذي وصف المسارات البحرية من بلده الصين حتى الجزيرة العربية في رحلته التي استغرقت سنتين بداية من عام 1841م.

## من كتبه
كان بعض الحجاج إذا ما عادوا إلى بلادهم الأصلية وصفوا للناس هناك ما شاهدوه من غرائب ومشاعر وأماكن ومواقع ومشقات وخصوصاً الأماكن المقدسة، إلا أن البعض الآخر كان يدون مشاهداته كتابة بعد عودته أو بعد تسجيل نقاط عامة أو أولاً بأول كلٌ حسب قدراته التعبيرية واهتماماته الفكرية والحياتية. وسجلت مصنفات الحج الظاهرة حتى الآن أن هناك علماء وأمراء وأدباء ومصورين ومؤرخين وأعيانا من مختلف قارات العالم قد أسهموا في كتابة هذا الإرث الأدبي والديني الكبير والمتراكم، وبذلك فإن الحج من بواعث الرحلات وأن أدبها من الروافد المتفردة في تعميق أدب الرحلة خصوصاً والأدب عموماّ.

## الرحّالات النساء
من النادر أن نجد كتاباً عن رحلة حج كتبته امرأة، بالرغم من وجود معلمات وعالمات ومتعلمات في العالم الإسلامي ومنذ مئات السنين، وذلك لطبيعة المرأة المسلمة وخصوصاً في الحج من الحشمة والوقار وأيضاً لانشغالها في خدمة ذويها أثناء الحج.
إلا أن هناك كتابين اثنين ـ على حد علمي حتى الآن ــ دونت في أحدهما أميرة هندية مسلمة بلغتها الأردية أحداث رحلتها إلى مكة وطيبة وهي أميرة ولاية بهوبال الهندية عام 1786م تدعى النواب (سكندر بيكم) وترجم إلى اللغتين الإنجليزية والعربية، وآخر دونته ابنتها المسلمة (شاه جهان بيكم) ولم يترجم للغة العربية حتى الآن.

## كيف كتبت
هناك من يأتي للأماكن المقدسة مرة واحدة ولمدة أيام موسم الحج، وهناك من يحج لأكثر من مرة ويكتب أكثر من مرة عن رحلته أو يدعم كتاباته السابقة، وبعضهم يكتب بنفسه، وهناك من يدون له شخص ملازم له، وهناك من يمكث في مكة المكرمة لسنوات، إلا أن هناك كتبا بلغة غير عربية تحتاج إلى جهد إداري وعلمي لترجمتها.

## وسائل جمع المعلومات
هناك طرق عدة يتم بها جمع مادة الكتاب عن رحلة الحج منها:
- المعاينة المباشرة.
- كتب الرحالين السابقين.
- السؤال والتحقق من الإجابة.

## محتويات الكتب

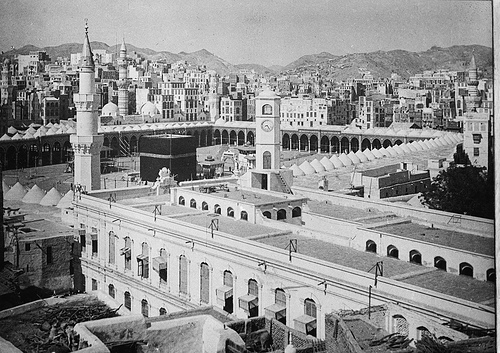
منظر عام للمسجد الحرام والكعبة سنة 1910.

تعددت الكتب المدونة لرحلات الحج منها ما هو مخطوط ومنها ما طبع في كتاب، ومنها ما ظهر للقراء ومنها ما يذكر ولا يوجد أصله، وبعضها يوجد في مكتبات في بلدان خارج العالم العربي والإسلامي، ومن خلال ما تم الحصول عليه من كتب والاطلاع عليه من قبل المختصين فإن مادة الكتب تتضمن بعضاً من المواد التالية أو كلها:
- مناسك الحج والعمرة وفقههما، والأدعية الشرعية المعروفة فيهما.
- المشاعر الشخصية للكاتب حول الأماكن المقدسة وما ينتابها من روحانية.
- أسماء العلماء والأئمة في الحرم المكي الشريف، وعناوين الكتب الشهيرة التي تدرس في المسجدين الحرام والنبوي الشريفين عبر عشرات السنين وخلال مراحل تاريخية متنوعة.
- أطوال ومقاسات المشاعر المقدسة فكثير منها وصف المسجد الحرام بأطوال الكعبة والمسافات بينها وباقي المشاعر المقدسة داخل المسجد مثل المطاف ومقام إبراهيم عليه السلام والصفا والمروة، وكذلك موقع مكة المكرمة بالنسبة لخط الاستواء وباقي العالم، مثل ما ذكره شمس الدين عبد الله بن محمد المقدسي في كتابه (التقاسيم في معرفة الأقاليم) عن مكة، وأبو إسحاق الأصطخري في كتابه (المسالك والممالك) وغيرهما.
- رسومات يدوية ملونة وغير ملونة للكعبة الشريفة ومنائر المسجد الحرام وزخارفه وباقي المشاعر المقدسة، وبعضها يصحبه أرقام للمسافات والأطوال، ورسوم كروكية للمسجدين والمدينتين.
- صور لمختلف المواقع في مكة المكرمة والمدينة المنورة ومنها مشاعرهما المقدسة، ومن ذلك ما صوّره المسلم الفرنسي ذو الأصل الأوروبي الفنان التشكيلي (جيل جرفيه كورتلمون) عام 1894م ضمن مدونته عن رحلته، حيث استطاع أن يدخل بكاميرته إلى مواقع المشاعر المقدسة والتقط صورا فوتوغرافية لها بالرغم مما كان يواجه فيه حامل كاميرا التصوير من العقوبة في تلك الفترة، ويعد أول فرنسي يزور مكة المكرمة والمدينة المنورة.
- يعد الضابط والمهندس المصري محمد صادق باشا (1832 ــ 1902م) أول من وثق مكة المكرمة بالصور الفوتوغرافية وكان ذلك في حج عام 1880م أي قبل 138 سنة.
- إحصاءات مختلفة مثل عدد سكان مكة المكرمة أو عدد الحجاج، ومن ذلك ما ذكره محب بن لبيب البتنوني في رحلته عام 1910م من أن عدد سكان مكة المكرمة 150 ألف شخص (منهم 50000 من الأهالي والباقون من الأغراب ) إلا أنه لم يذكر من أين حصل عليها. [4]

إحصاء تفصيلي لعدد سكان مكة المكرمة كما أورده البنتوني (1910م)
| العدد(ألف) | القوميات        |
| ---------- | --------------- |
| 50         | أهالي           |
| 25         | أعراب           |
| 20         | بخاريون         |
| 12         | هنود            |
| 15         | جاوه            |
| 10         | سليمانية وأفغان |
| 5          | شوام            |
| 5          | مغاربة          |
| 8          | أجناس مختلفة    |

- خرائط رسمها الرحالون لمكة المكرمة والمدينة المنورة، وخرائط دقيقة وعامة للمسجدين الحرم المكي والنبوي الشريف، ما يعد وثائق تاريخية لمكوناتها وقت الرحلة.
- أشعار وجدانية في حب مكة المكرمة والمدينة المنورة وسكانهما، وقصائد روحانية عن أجواء الحج، سواء من إنتاج المؤلف نفسه أو من شعراء سابقين.

## مراجــع
1. ↑  نصار ، حسن ، أدب الرحلة ، القاهرة 1991م
2. ↑  فهيم ، حسين محمد ، أدب الرحلات ، دارة المعرفة ، الكويت 1989م .
3. ↑  أبو المكارم ، ثمام فيصل ، مذكرات رحلة حج لأميرة بوبال النواب سكندر بيغم ، نيودلهي ، 2013م
4. ↑  البنتوني ، محب لبيب ، الرحلة الحجازية